# キケン
『キケン』（きけん）は有川ひろによる日本の小説。イラストは徒花スクモ。「小説新潮」2009年3月号から7月号に連載された後、2010年1月20日に新潮社より単行本が発行された。その後、2013年7月に新潮文庫から文庫本が、2016年6月に角川文庫から文庫本が、2017年1月にKADOKAWAから単行本がそれぞれ発売されている。

## あらすじ
元山高彦が入学した成南電気工科大学には「機械制御研究部」（通称・キケン）というサークルがあった。その部員は、先輩達の中である意味恐れられている、一癖も二癖もある男達。入学早々その部長にサークルヘ引きずり込まれた彼と同期生は、日々繰り広げられる人間の所行とは思えない事件、犯罪スレスレの実験や破壊的行為に振り回される。
そんな、理系男子達の爆発的熱量と共に駆け抜けた、黄金時代を描く青春物語だ。

## 登場人物

### 機械制御研究部（機研）
三回生は全員幽霊部員、四回生は8人いたらしいが卒論のため引退。
上野 直也（うえの なおや）
部長。2回生→3回生。250ccほどのオフロードバイクを乗り回す。「成南のユナ・ボマー」の異名を取る爆弾マニアで、部の中でも特に危険人物と見なされる。また、元山らが入学した年の学祭の一件から「クレイジーライダー」という異名も出来た。
大学の最寄り駅から乗換えを含め電車で15分+徒歩15分ほどの所にある実家は豪邸だが、小学3年生の彼の火薬実験で壊されかけたため、彼だけ庭のプレハブ小屋に隔離されている。しかし、結婚後はすっぱりと火薬を止めた。
元山らが入学した年の部活紹介イベントでグラウンドに組み上げた角材の櫓を特製の遠隔操作式爆弾（要するにただの爆弾）で吹っ飛ばす、県主催のロボット相撲大会に出したロボットに圧縮空気を使った自爆ギミックを仕込ませるなど、やることは横暴で無茶苦茶だが、人を見る目は的確で、唯一の同期である大神には頭が上がらない。天敵は曽我部教授で、1回生の時のPC研との決闘騒ぎ以来目を付けられている。
大神 宏明（おおがみ ひろあき）
副部長。2回生→3回生。やや強面。普段は温厚だが、怒った時は上野でも手に負えない。暴走しがちな上野のストッパー役にして、「苗字が一文字足りない」（「大魔神」=苗字の間に「魔」が足りない）男。部内の会計等も担当している。
一時期、七瀬と付き合っていたが、ある一件がきっかけで別れる。結婚後は3人の子供（年子）をもうけ、子煩悩な父親となったらしい。
年の離れた4人の弟妹がおり、家の中では振り回されがち。実は空手経験者で黒帯だった。父親が弱点。
元山 高彦（もとやま たかひこ）
上野に捕まった電気工学科1回生→2回生。眼鏡をかけた「お店の子」（実家が喫茶店という事から）。実家は自転車で15分ほどのところにある。池谷とは入学式の際、席が隣同士だったことで知り合った。
作中では数少ない常識人で、主要人物の中では割と突っ込み役が多い。実家の手伝いもしていることから気配りは濃やかで、他の部との渉外も自然と彼の役割に。学祭の出店ではラーメンの味を改善するべく(同級生に”どこかの軍曹になっている”といわれるほど)大活躍。
本作は現在の彼が妻に語る回想のような形式で進む。
池谷 悟（いけたに さとる）
元山とともに掲示板の部員勧誘チラシを見ていたところ、上野に捕まった応用電子科1回生→2回生。部内では比較的おおらかな性格。情報通な面もあり「機研」の噂話も仕入れていた。地元は山や林道が多く、コンビニへ行くにも時間がかかる場所だったので、現在は下宿住まい。中型バイクの免許を持つ。
大抵のことには動じないため、ロボット相撲大会では操縦者に抜擢される。ちなみに機体名は「サトルくん1号」で、上野から勝手に命名された。
臼井（うすい）
元山らの同期生。機械設計に長けるため、ロボット相撲のためのロボット製作を担当。
入枝（いりえだ）
元山らの同期生。市販されているソフトの解析もあっさりこなせるほどプログラミングに強い。ロボット相撲のためのプログラム製作を担当。
森下（もりした）
元山らの1学年下。工業高校で全国系のロボットバトルに参加し、好成績を導いた立役者で、入学時からキケン部員にマークされていた。臼井同様ハードの設計に長ける。

### その他
七瀬 唯子（ななせ ゆいこ）
白蘭女子大学の2回生。白蘭の学祭に訪れていた大神に誤って水をジーンズにかけてしまい、それを気遣った大神に恋心を抱く。その後大神に告白されて、交際関係に発展する。
その後、自身の家に大神を泊めようと招いたときに、ソファーに押し倒されたことに嫌悪感を露わにし、破局することとなった。
曽我部（そがべ）
50代の男性教授。上野の最大の天敵。彼が引き起こしたPC研との決闘騒ぎでの火器使用の一件から、上野に目をつけており、ひとたび騒ぎを起こすたびに竹刀片手に追いかけ回している。
だが、学祭でキケンの出したラーメン屋に出前を頼んだり、その学祭で元山を陥れようとしたPC研に動機を吐かせるなど、完全に上野やキケンを敵視している訳ではないようである。

## 用語
機械制御研究部（きかいせいぎょけんきゅうぶ）
通称「キケン」。この呼び名は正式な略称である「機研」と、「危険」をかけている。サークル棟に割り当てられている部屋を、歴代の先輩達（工務店の息子を中心とした裏部門「木造工事班」）が改造し続けたため、冷暖房完備・冷蔵庫あり・ロフトつきで泊り込み可というとんでもない部室を持つ。また、法的な免許の問題はあるものの、電気工事等のスキルは代々部員に受け継がれているとのこと。工具やパソコンなどの機器も豊富で、歴代の部員が確立した、独自の部品類調達ルートも持つ。
活動内容自体は真面目そのもので、数代続けて全国系ロボットコンテストの上位に残ったり、各種展示会で賞を獲ったりと活動が目立っており、上野らの1年上の部員が厳しさのあまり全員幽霊部員となってしまった。その結果、次年度の新入部員が上野と大神の2人だけとなる。
学祭の模擬店では毎年ラーメン屋を出して30万の元手を3倍にしてきたが、代々受け継がれているその屋台(木造プレハブで簡単に組み立てられる工夫がある)も作りこんであり、学生の模擬店のレベルを越えてしまっている（「木造工事班」の仕事らしい）。ただし、ラーメン自体の出来は毎年イマイチで、学祭終盤に「奇跡の味」と呼ばれてきた、極上のものがまぐれで出る程度。それを改善すべく「お店の子」元山が奮闘する。
なお、元山らの代で確立した各ラーメンのレシピと無線を用いた中央コントロール式の出前システムは、彼の卒業から10年経っても伝統として守られている。
PC研究会（PC研）
キケンを敵視しているサークル。オタクの集団でもあり、前年度は「プログラム研究」という名目で比較的まともなプログラムを作って学校の上層部をごまかしたが、裏ではフリーウェアを丸パクりしたギャルゲーを作って通販し、クラブハウスの公共部におけるマナーも悪かったという。現在の3回生が幽霊部員と化した後のキケンに喧嘩を売ったが、上野に煽られて12対2の決闘騒ぎに発展した結果、その同期である現在の4回生が手を貸すまでもなく上野と大神の2人だけで撃退したらしい。
元山らが入学した年の学祭では、キケンに対抗するためにラーメン屋を出すが、インスタント麺であることがバレてすぐに閑古鳥が鳴いた。また、あくどい手を使って出前に出た元山を陥れようとしたが、異変に気づいた上野に問い詰められ、二度目の敗北を喫した。

## 書誌情報
- 単行本：2010年1月[4]、新潮社、ISBN 978-4-10-301872-8
- 文庫本：2013年7月[5]、新潮社、ISBN 978-4-10-127632-8
- 文庫本：2016年6月18日発売[2]、角川文庫、ISBN 978-4-04-103901-4
- 単行本：2017年1月28日発売[3]、KADOKAWA、ISBN 978-4-04-104979-2